# Kamviken
Kamviken är en sjö i Skellefteå kommun i Västerbotten och ingår i Bureälvens huvudavrinningsområde. Sjön har en area på 0,0983 kvadratkilometer och ligger 79,1 meter över havet. Sjön avvattnas av vattendraget Lillån.

## Delavrinningsområde
Kamviken ingår i det delavrinningsområde (716668-173032) som SMHI kallar för Mynnar i Burträsket. Medelhöjden är 95 meter över havet och ytan är 11,65 kvadratkilometer. Räknas de 8 avrinningsområdena uppströms in blir den ackumulerade arean 85,35 kvadratkilometer. Lillån som avvattnar avrinningsområdet har biflödesordning 2, vilket innebär att vattnet flödar genom totalt 2 vattendrag innan det når havet efter 58 kilometer. Avrinningsområdet består mestadels av skog (58 procent), öppen mark (10 procent) och jordbruk (19 procent). Avrinningsområdet har 0,34 kvadratkilometer vattenytor vilket ger det en sjöprocent på 3 procent. Bebyggelsen i området täcker en yta av 0,67 kvadratkilometer eller 6 procent av avrinningsområdet.